# 터틀 혜성
터틀 혜성(영어: 8P/Tuttle, Tuttle's Comet)은 2008년 마지막으로 관측된 혜성이다.